# Église Santa Maria di Piedigrotta
L'église Santa Maria di Piedigrotta (en italien, Chiesa di Santa Maria di Piedigrotta) est une église construite au XIVe siècle, située dans le quartier de Piedigrotta (it), à Naples. Elle est de style Renaissance.

## Historique
L’église a été consacrée en 1353.